# Jaume Roures i Llop
Jaume Roures i Llop   (el Raval, 24 d'abril de 1950) és un productor de cinema, fundador el 1994, amb Tatxo Benet i Gerard Romy com a socis, del grup audiovisual Mediapro.
Anteriorment va ser el principal accionista el canal de televisió La Sexta i coeditor del diari Público, entre d'altres empreses de producció audiovisual.

## Trajectòria
Roures va deixar els estudis als dotze anys per entrar a treballar en una linotípia i, posteriorment, en una editorial. Després de passar algun temps a la Nicaragua sandinista, el 1984 va superar un examen i va entrar a treballar en la creació i desenvolupament de Televisió de Catalunya, on va ser responsable fins al 1991 del departament de notícies i produccions esportives. També va ser el responsable d'operacions especials de la Federació d'Organismes de Ràdio i Televisió Autonòmics i cap del departament de televisió a Dorna Sports, empresa organitzadora del Campionat del Món de Motociclisme de velocitat.
Des del maig del 1994 és el director general de Mediapro, empresa que va fundar amb dos socis i sense pràcticament capital social. Va començar a obtenir rellevància en l'àmbit de la comunicació quan va crear el diari Público i va obtenir la concessió de la darrera llicència de televisió analògica en obert que es va concedir per part del govern de José Luis Rodríguez Zapatero, La Sexta. Més endavant, va disputar-li al grup PRISA els drets de retransmissió dels partits de futbol a l'Estat espanyol, i va arrabassar a Telecinco els drets de retransmissió de la Fórmula 1.
Amb Gol Televisión va continuar amb la pugna amb Prisa i Sogecable, que fins llavors monopolitzaven el futbol de pagament a la televisió. També va promocionar les retransmissions de futbol en cinemes, amb la idea que els espectadors poguessin veure els partits en pantalles grans i pagant el mateix preu que pagarien per veure una pel·lícula.
Com a productor, ha participat en la producció executiva de la pel·lícula Los Lunes al Sol, del documental d'Oliver Stone Comandante, i del film Salvador, entre altres títols.
Roures va entrar en el sector editorial el desembre del 2021 amb el segell literari Navona, juntament amb el seu soci de Mediapro Tatxo Benet. El gener del 2024 es va fer pública la negociació juntament amb Abacus Cooperativa per a la compra dels segells editorials del Grup Enciclopèdia, que acumulava de 9,5 milions d'euros, i impulsar un nou grup editorial. L'organització resultant es presentà el juny del mateix any amb el nom d'Abacus Futur.

## Ideologia
Jaume Roures és d'esquerres i catalanista des de petit. Va militar al Front Obrer de Catalunya, a la Lliga Comunista Revolucionària (LCR), de qui en va ser representant a la IV Internacional.
Va ser empresonat en diverses ocasions durant el franquisme. Com a dirigent de la LCR, el 1983 va ser detingut juntament amb altres companys com a presumpte col·laborador del Comando Barcelona d'ETA, acusació per la qual se'ls va aplicar la legislació antiterrorista. Posteriorment absolt, al moment de la seva sortida va denunciar haver patit tortures.
Defensà el dret a la independència de Catalunya i es va mostrar favorable al referèndum sobre la independència de Catalunya de 2017, del que va coordinar el centre internacional de premsa que va acollir uns 400 periodistes, tot i que reconeix que probablement votaria a favor que Catalunya romangués dins d'Espanya.

## Filmografia
Com a productor
- Midnight in Paris (2011)
- Coneixeràs l'home dels teus somnis (2010)
- Mapa dels sons de Tòquio (2009)
- Vicky Cristina Barcelona (2008)
- Llach, la revolta permanent (2006)
- Deu ser que ningú és perfecte (2006)
- Salvador (Puig Antich) (2006)
- Amor en defensa propia (2006)
- Volando Voy (2006)
- Princesas (2005)
- Comandante (2003)
- Los lunes al sol (2002)